# Срібний Руслан Сергійович
Срібний Руслан Сергійович (нар. 12.10.1989 року) — майстер спорту України міжнародного класу з гирьового спорту, чемпіон України, призер чемпіонатів Європи, призер чемпіонатів світу, рекордсмен України.
Переможець Миргородського загальноміського відкритого рейтингу популярності «Людина року — 2020» у номінації «Спортивна подія року».

## Рекорди України
| Номер в Реєстрі спортивних рекордів з визнаних в Україні видів спорту | Вид спорту     | Вагова категорія Вікова група | Дисципліна          | Спортивний рекорд України | Вага гирь, кг | Змагання, на яких встановлено рекорд                       |
| --------------------------------------------------------------------- | -------------- | ----------------------------- | ------------------- | ------------------------- | ------------- | ---------------------------------------------------------- |
| ІІ/01/2016                                                            | Гирьовий спорт | 68 кг Дорослі                 | Естафета            | 47 підйомів               | 32            | Чемпіонат Європи, Гдиня (Польща), 11 - 15 травня 2016 року |
| ІІ/01/2016                                                            | Гирьовий спорт | 68 кг Дорослі                 | Двоборство, поштовх | 103 підйомів              | 32            | Чемпіонат Європи, Гдиня (Польща), 11 - 15 травня 2016 року |
| ІІ/01/2016                                                            | Гирьовий спорт | 68 кг Дорослі                 | Двоборство, ривок   | 123 підйоми               | 32            | Чемпіонат Європи, Гдиня (Польща), 11 - 15 травня 2016 року |
| ІІ/01/2016                                                            | Гирьовий спорт | 68 кг Дорослі                 | Двоборство, сума    | 164,5 очок                | 32            | Чемпіонат Європи, Гдиня (Польща), 11 - 15 травня 2016 року |

## Нагороди
Виступи на міжнародних змаганнях
| Змагання                                                                             | Вагова категорія, кг / вікова група | Результат                                                                                              | Тренер                        |
| ------------------------------------------------------------------------------------ | ----------------------------------- | --- | ----------------------------- |
| Чемпіонат світу з гирьового спорту 2012, Мілан, Італія, 08 - 12 листопада            | 65 / дорослі                        | Бронза (двоборство, сума 205) Бронза (поштовх, 95) Бронза (ривок, 110)                                 | Отисько С.В., Мороз О.А.      |
| Чемпіонат Європи з гирьового спорту 2016, Гдиня, Польща, 11 - 15 травня              | 68 / дорослі                        | Срібло (двоборство, сума 164,5) Срібло (естафета класична, 47)                                         | Отисько С.В., Мороз О.А.      |
| Чемпіонат Європи 2017, Дауґавпілс, Латвія, 11 - 15 травня                            | 68 / дорослі                        | Срібло (двоборство, сума 169)                                                                          | Отисько С.В., Мороз О.А.      |
| Чемпіонат Європи 2018, Кечкемет, Угорщина, 10 - 14 травня                            | 68 / дорослі                        | Срібло (двоборство, сума 166,5)                                                                        | Отисько С.В., Мороз О.А.      |
| Чемпіонат світу з гирьового спорту 2018, Даугавпілс, Латвія, 10 - 15 жовтня          | 68 / дорослі                        | Бронза (двоборство, сума 180) Бронза (поштовх 111) ривок 138                                           | Отисько С.В., Мороз О.А.      |
| Чемпіонат Європи з гирьового спорту 2019, Штольберг, Німеччина, 30 травня - 2 червня | 68 / дорослі                        | Золото (естафета класична, 47) Срібло (двоборство, сума 164,5) Срібло (поштовх 111) Срібло (ривок 107) | Отисько С.В., Мороз О.А.      |
| Чемпіонат світу з гирьового спорту 2019, Novi Sad, Serbia, 6 – 11 листопада          | 68 / дорослі                        | Срібло (двоборство, сума 191)                                                                          | Ткаченко М.О., Proskurin D.Y. |
| Чемпіонат світу з гирьового спорту 2021 Будапешт, Угорщина                           | 68 / професіонали                   | Бронза (двоборство, сума 180,5) Бронза (поштовх 108) Бронза (ривок 145)                                | Ткаченко М.О., Proskurin D.Y. |